# AC4
AC4 est un groupe suédois de punk hardcore, originaire d'Umeå. Les membres sont issus de groupes différents orientés hardcore suédois incluant Refused, The Vectors, Final Exit, The (International) Noise Conspiracy et Step Forward,,.

## Biographie

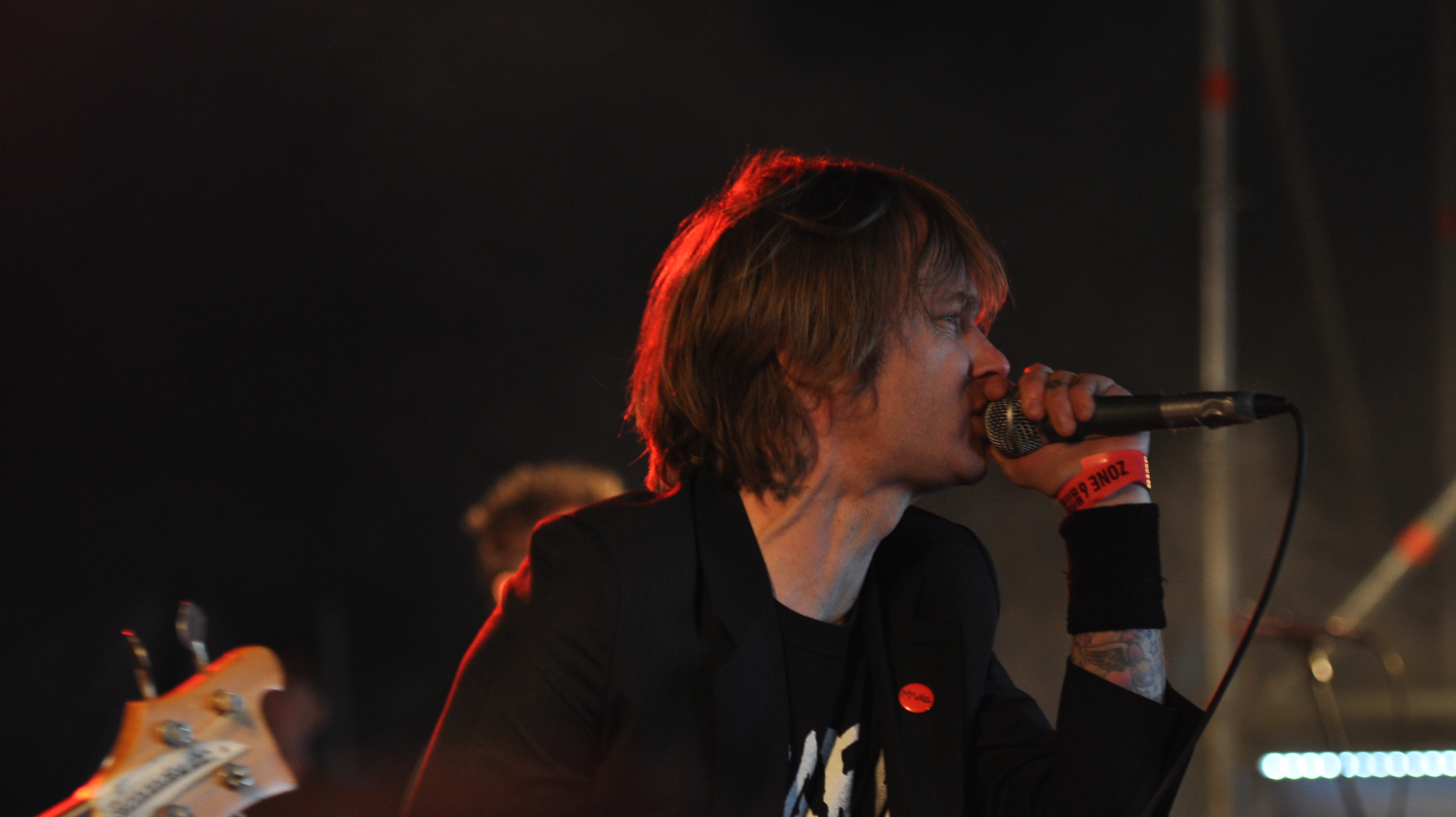
Dennis Lyxzén, chanteur du groupe.

AC4 est formé en 2008 autour du chanteur Dennis Lyxzén, du guitariste Karl Backman, du bassiste David Sandström et du batteur Jens Nordén. Le groupe font leurs débuts avec l'album AC4, sorti sur Ny Våg en Europe (2009), Deranged Records en États-Unis (2010) et Shock Records en Australie (2011).
Le groupe réalise le split-7" AC4 / SSA 2010, avant de sortir l'EP Umeå Hardcore EP plus tard la même année. Les concerts du groupe en avril 2011 au Arthouse de Melbourne sont les derniers avec son bassiste Sandström. Il est cependant remplacé par Christoffer Röstlund Jonsson, ancien bassiste de DS-13,,.
AC4 revient en mars 2013 pour leur deuxième album, Burn the World, sorti aux labels Ny Våg en Europe, et Deathwish Inc. aux États-Unis. Le batteur Nordén quitte le groupe juste avant le début de la tournée, en avril 2013. Il est cependant remplacé au pied levé par un autre batteur, Fredrik Lyxzén, producteur du groupe,.

## Membres

### Membres actuels
- Dennis Lyxzén - chant
- Karl Backman - guitare
- Christoffer Röstlund Jonsson - basse (depuis 2012)[2],[3]
- Fredrik Lyxzén - batterie (depuis 2013)[1],[5]

### Anciens membres
- David Sandström - basse (2008-2011)[2],[3]
- Jens Nordén - batterie (2008-2013)[1],[5]

## Discographie

### Albums studio
- 2009 : AC4[7]
- 2013 : Burn the World[6],[7]

### EP
- 2010 : AC4 / SSA[7]
- 2010 : Umeå Hardcore EP[7]